# Stávka v pulském přístavu
Stávka v pulském přístavu se uskutečnila dne 22. ledna 1918, během první světové války. Přístav v dnes chorvatském městě Pula byl jedním z hlavních pro Rakousko-Uhersko a představoval klíčovou základnu i pro rakousko-uherské námořnictvo. Stávka byla součástí rozsáhlejší stávky lednové, do které v posledním válečném roce vstoupilo téměř milion pracujících na území tehdejší Habsburské monarchie.

## Průběh stávky
Stávka v Pule začala nejprve mezi pracovníky místního přístavu. Odtud se rozšířila nakonec do celé Puly. Nespokojení a hladoví dělníci se shromažďovali pravidelně na Višském náměstí, kde jejich zástupci z volených dělnických rad předčítali veřejně požadavky. Stávkoval i tzv. arsenal, tedy dílny, kde se opravovaly ponorky, resp. z dílů dovážených z Německa stavěly nové. Stávku proto Rakousko-Uhersko nemohlo brát na lehkou váhu.
Vzhledem k tomu, že v Pule byla dislokována značná část rakousko-uherského námořnictva, dopadaly revoluční myšlenky i na posádky jednotlivých lodí. O týden později, dne 27. ledna 1918, došlo k vzpourám na některých v přístavu kotvících lodí. Námořníci se rozhodli odmítnout rozkazy přítomných důstojníků. Námořníci žádali, aby Rakousko-Uhersko začalo vyjednávat o míru a projevovalo solidaritu se stávkujícími dělníky v Pule i v pulském přístavu. Pohrozili bombardováním přístavu v případě, kdy tamní dělníci stávku přeruší. Během vzpoury nedošlo k násilnostem. Z vyšších míst bylo přislíbeno splnění požadavků, nakonec ale dne 28. ledna stávka skončila, požadavky stávkujících i protestujících námořníků však splněny nebyly.

## Konec stávky
Organizátoři vzpoury na jednotlivých lodích, kam se stávka nakonec rozšířila, byli nakonec zatčeni a někteří z nich odesláni na těžké práce na souostroví Brioni (chorvatsky Brijuni), kde existovala trestanecká kolonie. Do stávky v Pule se nakonec zapojilo dle odhadů asi deset tisíc lidí.
Stávkou v Pule se nechali inspirovat námořníci v několik set kilometrů vzdálené Boce Kotorské, kde došlo na počátku února 1918 ke vpouře. Po porážce vzpoury byly do Puly povolány vojenské jednotky z Německa, které měly nastolit pořádek a zastavit všechny další náznaky vzpoury.